# Tell All the People
A Tell All the People egy dal a The Doors együttes 1969-es The Soft Parade című albumáról, amelyet kislemezen is kiadtak. A dal sok szempontból eltér az együttes korábbi dalaitól, a The Soft Parade többi dalához hasonlóan rézfúvósokat és egyéb nagyzenekari hangszereket tartalmaz. A kislemez 57. helyezést ért el a Billboard Hot 100 slágerlistán.

## Helyezések
| Slágerlisták (1967) | Legjobb helyezés |
| ------------------- | ---------------- |
| Kanada              | 32               |
| Billboard Hot 100   | 57               |

## Külső hivatkozások
- AllMusic